# Kärrsköldpadda
Kärrsköldpaddan (Emys orbicularis) är en köttätande sköldpadda som förekommer i västpalearktis och som globalt kategoriseras som nära hotad.

## Utseende
Längden hos kärrsköldpaddans ryggsköld (carapax) ligger vanligen mellan 13 och 20 centimeter (enligt Curry-Lindahl kan dock sydeuropeiska individer nå upp till 30 centimeter). I jämförelse med mera landlevande arter är ryggskölden tämligen platt. Färgen är svart till svartbrun med talrika gula till gröngula fläckar. Vikten kan nå upp till 1 kilogram.

## Utbredning
Arten finns numera från Nordafrika till Syd- och Centraleuropa med nordgräns ungefär strax öster om tysk-danska gränsen. Utbredningen i Spanien är dock bara fläckvis, och den har mer eller mindre försvunnit från västra Tyskland. I öster sträcker sig dess utbredningsområde till Aralsjön och Mellanöstern.

### Underarter
Kärrsköldpaddan delas in i (minst) elva underarter, som brukar grupperas i fem underartsgrupper:
- orbicularis-gruppen – förekommer kring Svarta havet
  - E. o. orbicularis
  - E. o. colchica
- hellenica-gruppen – förekommer kring östra Medelhavet
  - E. o. hellenica
  - E. o. kurae
  - E. o. orientalis
- luteofusca-gruppen – förekommer i centrala Turkiet
  - E. o. luteofusca
- occidentalis-gruppen – förekommer i Nordafrika och Iberiska halvön
  - E. o. occidentalis
  - E. o. fritzjuergenobsti
- galloitalica-gruppen – förekommer i södra Frankrike, Italien, på Korsika och Sardinien
  - E. o. galloitalica
  - E. o. lanza
  - E. o. capolongoi

### Förekomst i Norden
När klimatet var varmare levde den längre norrut. Arten levde i Sverige efter istiden, men försvann omkring år 2800 f.Kr. Det har hittats ett flertal rester av denna art i södra Skåne, och också sporadiskt i norra Skåne, i Östergötland och på Öland. Den dröjde sig kvar längre i Danmark; där försvann den först vid slutet av bronsåldern, omkring år 700 f.Kr.
Arten har återintroducerats på nytt i Danmark vid ett flertal tillfällen, dock har artens långa livslängd gjort det svårt att avgöra i hur hög grad de utsatta djuren har fortplantat sig. I Sverige finns arten numera i fångenskap i Skånes djurpark sedan sommaren 2005 och har med viss hjälp lyckats föröka sig där. Det skall dock påpekas att detta rör sig om djur som var vuxna vid introduktionstillfället.
Rapporter om levande kärrsköldpaddor har gjorts på flera platser i södra Sverige. 2007 rapporterades en kärrsköldpadda i Skåne, och 2013 rapporterades om ett fall då en kärrsköldpadda hittats i Värmland.

## Ekologi

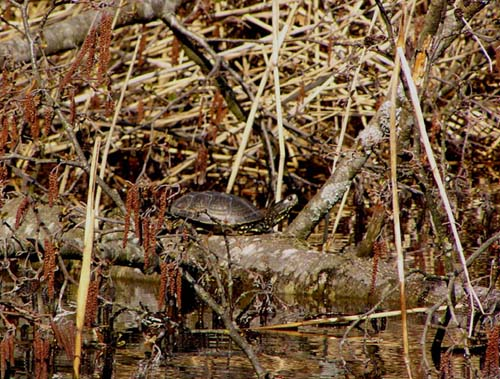
Kärrsköldpadda.

Kärrsköldpaddan lever i vattensamlingar, gärna stillastående eller inte alltför snabbflytande. Den tolererar även brackvatten. Kärrsköldpaddan är en mycket solälskande art och klättrar gärna upp på trädstammar, stenar eller rötter som når över dess vattensamling för att solbada. Den lever framför allt på rov; ungarna tar varjehanda ryggradslösa smådjur, medan de äldre tar byten som groddjur (enligt Fog & al utgör dessa 40% av dieten), fisk, musslor, vatteninsekter men även daggmaskar, sniglar och landinsekter (dessa tas i strandkanten eller på stranden). De vuxna djuren kan även komplettera dieten med vattenväxter.
Kärrsköldpaddan kan bli mycket gammal; 70 år är vanligt, även om bl.a. Curry-Lindahl nämner rapporter om vidimerade åldrar på upptill 120 år.

### Fortplantning
Kärrsköldpaddan blir könsmogen mellan 6 och 20 års ålder, vanligtvis kring 15-årsåldern. Den leker i sjöar och andra vattensamlingar i april till juni. Hanen bestiger honan och nafsar efter hennes huvud, med resultatet att hon drar in detta, så att svansen och analregionen inte får plats under ryggskölden. Under coitus stönar hanen. Honan lägger äggen, och gräver ner dem på land, omkring en månad senare. De 3 till 15 äggen kläcks vanligtvis efter 2 till 4 månader, även om det förekommer att de övervintrar i kyligare klimat och först kläcks följande vår.